# Buciumeni (gmina)
Buciumeni – gmina w południowej Rumunii, w okręgu Dymbowica.
W skład gminy wchodzą 3 miejscowości: Buciumeni, Dealu Mare i Valea Leurzii. Według stanu na rok 2011 liczyła 4586 mieszkańców, zaś w roku 2021 jej liczebność wynosiła 4231 mieszkańców.